# Baile mi rey
¡Baile mi rey! es una película mexicana de 1951 protagonizada por Adalberto Martínez Resortes, Silvia Derbez, Josefina del Mar, Eufrosina Garcia, Fanny Schiller y Amparo Arozamena.

## Argumento
Resortes (Adalberto Martínez) es un gran bailarín, pero se paraliza ante los jueces en los concursos de baile organizado en el salón Smyrna y es vencido por Tony (Carlos Valadez). Una de sus admiradoras, Conchita (Silvia Derbez) es la hija de Tony y quiere ser su pareja. Tony revela a Conchita que no es su verdadero padre y quiere abusar de ella. Conchita escapa de él huyendo a la casa de Resortes y metiéndolo en problemas. Los problemas solo se resolverán en la pista de baile.

## Elenco
- Adalberto Martínez como Resortes.
- Silvia Derbez como Conchita.
- Carlos Valadez como Tony
- Josefina del Mar como Raquel.
- Fanny Schiller como Madame.
- Amparo Arozamena como Violeta.
- Eufrosina Garcia como Doña Manuelita, portera.
- María Esther Lee como Margarita.
- Enrique Cancino como Animador de cabaret.
- Ricardo Adalid como Médico.
- Victorio Blanco como Espectador bizco
- Lupe Carriles como Clienta enojada
- Enrique Carrillo como Policía.
- José Chávez como Secuaz de Tony.
- Freddy Fernández como Joven en cabaret.
- Leonor Gómez como La gordita, puestera.
- Isabel Herrera como Puestera.
- Vicente Lara como Espectador gorila.
- Antonio Leo comom Espectador.
- Carmen Lomeli como Clienta puestera.
- Chimi Monterrey como Bongonsero
- Rubén Márquez como Mesero.
- Ignacio Peón como Juez de concurso de baile.
- Virginia Retana como Espectadora
- Carlos Rincón Gallardo como Cliente puestera
- Joaquín Roche como Juez concurso baile
- Humberto Rodríguez como Espectador calvo
- Aurora Ruiz como Empleada de salón de belleza
- Manuel Vergara 'Manver' como Conserje de cabaret
- Guillermo Álvarez Bianchi como Juez de concurso de baile (mister)